# Навсегда (альбом «Браво»)
«Навсегда» — тринадцатый студийный альбом советской и российской рок-группы «Браво». Релиз состоялся 16 октября 2015 года, в день рождения лидера группы Евгения Хавтана.

## Об альбоме
При записи использовались «винтажные» инструменты. Для написания материала привлекались сторонние авторы, такие как Анжей Захарищев фон Брауш («Оберманекен») и Иван Смирнов («Краснознамённая дивизия имени моей бабушки»). «Навсегда» — первый альбом коллектива, все песни которого записаны с лидирующим вокалом Евгения Хавтана.
Женские партии исполнили Яна Блиндер («Земляничный дождь») и Маша Макарова («Для тебя»).
В альбом вошли 3 из 6 песен сольного проекта Евгения Хавтана «Микки Маус и стилеты» — «Париж», «36,6», «Блюз прошлого лета». Другая композиция проекта «Джаз на орбите» вошла в предыдущий альбом «Мода».
Сам Хавтан посвятил альбом памяти своего отца Льва Наумовича.

## Список композиций
Автор музыки — Евгений Хавтан
| №                   | Название             | Автор(ы)                  | Длительность |
| ------------------- | -------------------- | ------------------------- | ------------ |
| 1.                  | «Перемена мест»      | Иван Смирнов              | 3:10         |
| 2.                  | «Ray Davies»         | Анжей Захарищев фон Брауш | 3:16         |
| 3.                  | «DJ Фантомас»        | Анжей Захарищев фон Брауш | 3:46         |
| 4.                  | «Навсегда»           | Евгений Козлов            | 3:22         |
| 5.                  | «Земляничный дождь»  | Анжей Захарищев фон Брауш | 3:45         |
| 6.                  | «Париж»              | Анжей Захарищев фон Брауш | 5:08         |
| 7.                  | «36.6»               | Дмитрий «Сид» Спирин      | 4:07         |
| 8.                  | «Тёплый ветер»       | Андрей Пищулов            | 3:44         |
| 9.                  | «Для тебя»           | Михаил Виноградов         | 3:50         |
| 10.                 | «Бег»                | Евгений Козлов            | 3:51         |
| 11.                 | «Блюз прошлого лета» | Виталий Цветков           | 4:10         |
| 12.                 | «Лунный флот»        | Анжей Захарищев фон Брауш | 3:35         |
| 13.                 | «Шангри-ла»          | Евгений Козлов            | 3:50         |
| Общая длительность: | Общая длительность:  | Общая длительность:       | 49:34        |

## Музыканты
- Евгений Хавтан — основной вокал, гитара, wurlitzer-пиано, mellotron
- Роберт Ленц — гитара, бэк-вокал
- Александр Степаненко — аккордеон, альт-саксофон, клавишные, стил-гитара, бэк-вокал
- Михаил Грачёв — бас-гитара, контрабас
- Павел Кузин — барабаны, перкуссия

Духовая секция
- Олег Кудрявцев — тенор-саксофон
- Алексей Алексеев — труба, флюгельгорн
- Дмитрий Лазарев — тромбон
- Александр Языков — баритон-саксофон, перкуссия

### Приглашённые музыканты
- Константин Дюжарден — электрогитара (1,3,4,7), акустическая гитара (8,10), перкуссия (3-5, 8-10, 13), синтезатор (3,5,9), глокеншпиль (5), мандолина (9), флейта (9), эффекты
- Яна Блиндер — вокал (5)
- Маша Макарова — вокал (9)
- Тимур Ведерников — фламенко-гитара (7)
- Денис Мажуков — клавишные (3)
- Олеся Ростовская — терменвокс (6)
- Андрей Шепелев — банджо (10)
- Константин Куликов — труба (11)
- Алексей Батыченко — труба (7)
- Дмитрий Груздёв — баритон-саксофон (2)
- Анил Дишкит — табла (13)
- Павел «Правин» — индийская флейта, сантур (13)
- Михаил Владимиров — губная гармоника (12)
- Струнный квартет «VERUM» п/у. Сергея Винокурова (6,11)
- Московский хор «Sunny Side Singers» п/у. Ольги Олейниковой (1,13)

### Технический персонал
- Константин Дюжарден — запись, продакшн
- Гиан Райт — продюсер
- Эрик Буланже — мастеринг
- Евгений Жилинский — художник
- Дмитрий Ремизов — дизайн

Запись студии «Garage Records», Московская область.